# Montlevon
Montlevon és un municipi francès situat al departament de l'Aisne i a la regió dels Alts de França. L'any 2007 tenia 253 habitants.

## Demografia

### Població
El 2007 la població de fet de Montlevon era de 253 persones. Hi havia 100 famílies de les quals 28 eren unipersonals (16 homes vivint sols i 12 dones vivint soles), 32 parelles sense fills, 36 parelles amb fills i 4 famílies monoparentals amb fills.
La població ha evolucionat segons el següent gràfic:
Habitants censats

### Habitatges
El 2007 hi havia 145 habitatges, 102 eren l'habitatge principal de la família, 28 eren segones residències i 15 estaven desocupats. 144 eren cases i 1 era un apartament. Dels 102 habitatges principals, 87 estaven ocupats pels seus propietaris, 11 estaven llogats i ocupats pels llogaters i 4 estaven cedits a títol gratuït; 2 tenien dues cambres, 20 en tenien tres, 29 en tenien quatre i 51 en tenien cinc o més. 70 habitatges disposaven pel capbaix d'una plaça de pàrquing. A 37 habitatges hi havia un automòbil i a 53 n'hi havia dos o més.

### Piràmide de població
La piràmide de població per edats i sexe el 2009 era:
| Homes | Edats   | Dones |
| ----- | ------- | ----- |
| 0     | 95 o +  | 0     |
| 4     | 90 a 94 | 4     |
| 0     | 85 a 89 | 8     |
| 8     | 80 a 84 | 0     |
| 0     | 75 a 79 | 8     |
| 4     | 70 a 74 | 8     |
| 8     | 65 a 69 | 8     |
| 8     | 60 a 64 | 4     |
| 4     | 55 a 59 | 0     |
| 4     | 50 a 54 | 4     |
| 4     | 45 a 49 | 4     |
| 8     | 40 a 44 | 16    |
| 16    | 35 a 39 | 8     |
| 12    | 30 a 34 | 12    |
| 12    | 25 a 29 | 8     |
| 8     | 20 a 24 | 8     |
| 4     | 15 a 19 | 4     |
| 20    | 10 a 14 | 8     |
| 8     | 5 a 9   | 12    |
| 8     | 0 a 4   | 8     |

## Economia
El 2007 la població en edat de treballar era de 162 persones, 127 eren actives i 35 eren inactives. De les 127 persones actives 118 estaven ocupades (67 homes i 51 dones) i 9 estaven aturades (4 homes i 5 dones). De les 35 persones inactives 15 estaven jubilades, 12 estaven estudiant i 8 estaven classificades com a «altres inactius».

### Ingressos
El 2009 a Montlevon hi havia 101 unitats fiscals que integraven 271 persones, la mediana anual d'ingressos fiscals per persona era de 18.779 €.

### Activitats econòmiques
Dels 7 establiments que hi havia el 2007, 1 era d'una empresa de construcció, 1 d'una empresa de comerç i reparació d'automòbils, 2 d'empreses de serveis, 1 d'una entitat de l'administració pública i 2 d'empreses classificades com a «altres activitats de serveis».
L'any 2000 a Montlevon hi havia 20 explotacions agrícoles que ocupaven un total de 1.485 hectàrees.

## Poblacions més properes
El següent diagrama mostra les poblacions més properes.